# Variable conjugada (termodinámica)
En termodinámica, la energía interna de un sistema está expresada en términos de pares de variables conjugadas como temperatura y entropía o presión y volumen. De hecho, todos los potenciales termodinámicos están expresados en términos de pares conjugados.
Para un sistema mecánico, un pequeño incremento de energía es el producto de una fuerza multiplicada por un pequeño desplazamiento. Se da una situación similar en termodinámica: un incremento en la energía de un sistema termodinámico puede expresarse como la suma de los productos de una ciertas «fuerzas» generalizadas que, cuando están fuera de equilibrio, causan ciertos «desplazamientos» generalizados. El producto de ambos da como resultado la energía trasferida. Estas fuerzas y sus desplazamientos asociados se conocen como variables conjugadas. La fuerza termodinámica siempre es una variable intensiva y el desplazamiento siempre es una variable extensiva, lo que resulta en una transferencia de energía extensiva. La cantidad intensiva (la fuerza) es la derivada con respecto a la variable extensiva (el desplazamiento) de la energía interna, mientras que todas las otras variables extensivas se mantienen constantes.
Se puede utilizar el cuadrado termodinámico como herramienta para recordar y derivar algunos de los potenciales termodinámicos basados en variables conjugadas.
En la descripción anterior, el producto de dos variables conjugadas da como resultado una energía. En otras palabras, los pares conjugados son conjugados respecto a la energía. En general, los pares conjugados pueden definirse con respecto a cualquier función de estado termodinámica. A menudo se utilizan pares conjugados con respecto a la entropía, en los cuales,  el producto de los pares conjugados da como resultado una entropía. Dichos pares conjugados son particularmente útiles en el análisis de procesos irreversibles, como en la derivación de la relación de reciprocidad de Onsager. Este artículo trata únicamente acerca de las variables conjugadas con respecto a la energía.

## Concepto general
Así como un pequeño incremento en la energía en un sistema mecánico es el producto de una fuerza multiplicada por un pequeño desplazamiento, un incremento en la energía de un sistema termodinámico puede expresarse como la suma de los productos de ciertas «fuerzas» generalizadas. Estas fuerzas, cuando están fuera de equilibrio, causan ciertos «desplazamientos» generalizados. El producto de estas cantidades es la energía trasferida. Estas fuerzas y sus desplazamientos asociados son llamados variables conjugadas. Por ejemplo, consideremos el par conjugado PV. La presión actúa como una fuerza generalizada, ya que las diferencias de presión generan un cambio dV en el volumen. El producto de estas cantidades es la pérdida de energía del sistema debida al trabajo. Aquí, la presión es la «fuerza» que genera el «desplazamiento» asociado al volumen; las dos cantidades forman un par de variables conjugadas. De manera similar, las diferencias de temperatura provocan cambios en la entropía y su producto es la energía transferida por medio de transferencia de calor. La fuerza termodinámica es siempre una variable intensiva y el desplazamiento es siempre una variable extensiva, lo que da como resultado una energía extensiva. La variable intensiva (la fuerza) es la derivada de la energía interna con respecto a la variable extensiva (el desplazamiento), dejando todas las otras variables extensivas constantes.
La teoría de los potenciales termodinámicos no está completa sino hasta que se considera el número de partículas en un sistema como una variable a la par con las otras cantidades extensivas como el volumen y la entropía. El número de partículas es, al igual que el volumen y la entropía, la variable relacionada al «desplazamiento» en un par conjugado. La fuerza generalizada correspondiente a este par es el potencial químico. Esta cantidad puede pensarse como una fuerza que, cuando no está equilibrada, provoca un intercambio de partículas, ya sea con los alrededores, o entre fases dentro del sistema. Este es un concepto útil en los casos donde hay una mezcla de sustancias químicas y fases. 
Las variables termodinámicas conjugadas que se consideran más comúnmente son (con sus unidades SI correspondientes):
Parámetros térmicos:
- Temperatura: T  (K)
- Entropía: S  (J K−1)

Parámetros mecánicos:
- Presión: P  (Pa= J m−3)
- Volumen: V  (m³ = J Pa−1)

De forma más general:
- Tensión mecánica: σij (Pa= J m−3)
- Volumen × deformación: V × εij (m³ = J Pa−1)

Parámetros materiales:
- Potencial químico: μ (J)
- Número de partículas: N (partículas o mol)

Para un sistema con diferentes tipos i de partículas, un pequeño cambio en la energía interna está dado por:
{\displaystyle \mathrm {d} U=T\mathrm {d} S-P\mathrm {d} V+\sum _{i}\mu _{i}\mathrm {d} N_{i}\,,}
donde U es  la energía interna, T es la temperatura, S es la entropía, P es la presión, V es el volumen, μi es el potencial químico del i-ésimo tipo de partícula y Ni es el número de partículas del tipo i en el sistema.
Aquí, la temperatura, la presión, y el potencial químico son las fuerzas generalizadas, que provocan los cambios generalizados en la entropía, el volumen y el número de partículas, respectivamente. Todos estos parámetros afectan a la energía interna de un sistema termodinámico. Un pequeño cambio dU en la energía interna del sistema está dado por la suma del flujo de energía a través de los límites del sistema, debida a su correspondiente par conjugado.
Cuando se trabaja con procesos en los cuales los sistemas intercambian materia o energía, la termodinámica clásica no se preocupa por la tasa a la cual dichos procesos se llevan a cabo —a esto se le llama cinética. Por esta razón, el término «termodinámica» es usado como sinónimo de «termodinámica del equilibrio». Una noción central para esta conexión es la de los procesos cuasiestáticos, es decir, procesos idealizados «infinitamente lentos». Los procesos termodinámicos dependientes del tiempo, muy lejanos al equilibrio son estudiados por la termodinámica del no equilibrio. Esto puede hacerse a través del análisis lineal o no lineal de procesos irreversibles, lo que permite estudiar sistemas cercanos y alejados del equilibrio, respectivamente.

## Pares presión-volumen y tensión-deformación
Como ejemplo, considérese el par conjugado PV. La presión actúa como una fuerza generalizada —las diferencias de presión obligan a que exista un cambio en el volumen— y el producto con el volumen es la energía perdida por el sistema debido al trabajo mecánico. La presión es la fuerza que origina el cambio, el volumen es el desplazamiento asociado y ambas forman un par de variables conjugadas.
Lo anterior vale únicamente para fluidos sin viscosidad. Para fluidos viscosos y sólidos plásticos o elásticos la fuerza de presión se generaliza con el tensor de esfuerzos y los cambios en el volumen se generalizan multiplicando el volumen por el tensor de deformación. Estas cantidades forman un par conjugado. Si σij es la componente ij del tensor de esfuerzos, y εij es la componente ij del tensor de deformación, entonces el trabajo mecánico realizado como resultado de una deformación infinitesimal dεij es:
{\displaystyle \delta w=-V\sum _{ij}\sigma _{ij}d\varepsilon _{ij}}
o, usando la notación de Einstein para los tensores, en la que índices repetidos representan una suma:
{\displaystyle \delta w=-V\sigma _{ij}d\varepsilon _{ij}}
En el caso de solo compresión (es decir sin esfuerzos cortantes), el tensor de esfuerzos es simplemente el negativo de la presión multiplicada por el tensor unitario, así que
{\displaystyle \delta w=-V\,(-P\delta _{ij})\,d\varepsilon _{ij}=PVd\varepsilon _{kk}}
La traza del tensor de esfuerzos (εkk) es simplemente el cambio fraccional de volumen. Por lo tanto, lo anterior se reduce a δw = P dV, como se esperaría.

## Par temperatura-entropía
De manera similar, las diferencias de temperatura provocan cambios en la entropía, y su producto es la energía transferida por el calor. La temperatura es la fuerza causante de esto cambios,  mientras que la entropía es el desplazamiento asociado; ambas forman un par de variables conjugadas. El par conjugado temperatura-entropía es el único término relacionado con el calor; los otros términos son esencialmente todas las diferentes formas de trabajo.

## Par potencial químico-número de partículas
El potencial químico es como una fuerza que provoca un incremento en el número de partículas. En los casos en los cuales existe una mezcla de sustancias químicas y fases, este es un concepto útil. Por ejemplo, si un contenedor alberga agua líquida y vapor, habrá un potencial químico negativo para el líquido que transfiere partículas de agua hacia el vapor (evaporación) y un potencial químico para el vapor que transfiere moléculas de la fase gaseosa hacia el líquido (condensación). Únicamente cuando estas «fuerzas» son iguales se obtiene el equilibrio.